# Hermann (Misuri)
Hermann es una ciudad ubicada en el condado de Gasconade en el estado estadounidense de Misuri. En el Censo de 2010 tenía una población de 2431 habitantes y una densidad poblacional de 346,74 personas por km².

## Geografía
Hermann se encuentra ubicada en las coordenadas 38°41′52″N 91°26′6″O / 38.69778, -91.43500. Según la Oficina del Censo de los Estados Unidos, Hermann tiene una superficie total de 7.01 km², de la cual 6.54 km² corresponden a tierra firme y (6.65%) 0.47 km² es agua.

## Demografía
Según el censo de 2010, había 2431 personas residiendo en Hermann. La densidad de población era de 346,74 hab./km². De los 2431 habitantes, Hermann estaba compuesto por el 97% blancos, el 0.58% eran afroamericanos, el 0.12% eran amerindios, el 0.41% eran asiáticos, el 0.04% eran isleños del Pacífico, el 0.49% eran de otras razas y el 1.36% pertenecían a dos o más razas. Del total de la población el 1.6% eran hispanos o latinos de cualquier raza.